# Parti croate du droit
Pour les articles homonymes, voir Parti croate du droit et HSP.
Le Parti croate du droit (en croate : Hrvatska stranka prava, HSP) est un parti politique nationaliste, et conservateur de Croatie. Le « Droit » (Prava) du nom du parti se rapporte au droit des Croates ethniques à disposer d'un État national, que cherche à établir puis protéger le parti depuis sa création au XIXe siècle.

Symbole électoral du Parti croate du droit.
Drapeau du Parti croate du droit.

## Histoire

### Création
Le HSP fut fondé en le 26 juin 1861 lorsque Ante Starčević et Eugen Kvaternik présentèrent devant la Diète de Croatie un appel à une plus grande autonomie et indépendance de la Croatie, alors divisée au sein de la monarchie des Habsbourg. En octobre 1871, Kvaternik et d'autres membres du HSP désapprouvèrent la position officielle du parti basée sur une solution politique pacifique et prônèrent une révolte dans le village de Rakovica, Kordun. Les rebelles réclamèrent les buts suivants :
- La libération du peuple croate de l'oppression austro-hongroise ;
- La proclamation de l'indépendance de la Croatie ;
- L'égalité des citoyens devant la loi ;
- La gestion autonome des municipalités ;
- L'abolition des frontières militaires ;
- Le respect des religions dans l'amour et l'unité.

Ils tentèrent d'encourager la participation des Serbes dans la révolte. La révolte fut vite matée par les autorités et la plupart des rebelles, dont Kvaternik, furent tués.

### Le HSP et ses évolutions de 1918 à 1945
Le HSP fut satisfait de la dissolution de l'Empire austro-hongrois à la fin de la Première Guerre mondiale, pensant que cela mènerait à l'indépendance de la Croatie. Le parti était opposé à la création du royaume des Serbes, Croates et Slovènes. Le 1er mars 1919, le parti adopta un programme républicain à l'initiative de V. Prebeg, président du parti, et d'Ante Pavelić (1869–1938) (en), secrétaire du parti. En 1929, le roi Alexandre Ier de Yougoslavie interdit tout parti politique et les militants du HSP se réunirent clandestinement.
Le mouvement fasciste des Oustachis (Ustaše) est créé par l'ancien député du HSP Ante Pavelić, en exil en Italie. Pendant la Seconde Guerre mondiale, les Oustachis exercèrent le pouvoir au sein de l'État indépendant de Croatie, satellite de l'Allemagne nazie et de l'Italie fasciste. Les Oustachis voulaient établir une nation croate ethniquement pure et se rendirent coupables de nombreuses atrocités, principalement envers les Serbes mais aussi envers les Juifs, les Roms et les communistes. Après la victoire des Partisans dirigés par Tito en 1945, le HSP est dissous comme tous les partis de Yougoslavie à l'exception de la Ligue des communistes de Yougoslavie.

### Année 1990
Lors du rétablissement du multipartisme en Croatie, au début des années 1990, le HSP fut recréé le 25 février 1990 à Zagreb mais il resta un parti mineur comparé à l'Union démocratique croate de Franjo Tuđman. Pendant les guerres de Yougoslavie et notamment la guerre de Croatie, le parti fut impliqué dans la création de la Force de défense croate (Hrvatske Obrambene Snag, HOS), l'une des plus importantes unités paramilitaires en ex-Yougoslavie, dont l'uniforme noir rappelait l'uniforme porté par les Oustachis. La HOS intégra dans ses rangs de nombreux néo-fascistes affichant des insignes oustachis. Aussi le sigle HOS rappelle le nom d'une formation de l'État indépendant de Croatie, le Hrvatske Oružane Snage. Le HOS est suspecté de crimes de guerre. L'Union démocratique croate (HDZ) coopéra avec le HSP jusqu'à la chute de Vukovar lorsque les dirigeants du HSP et du HOS furent emprisonnés pour action terroriste et « obstruction au gouvernement élu démocratiquement » ; ils furent, toutefois, libérés quelque temps plus tard. Le premier président du parti de l'ère post-communiste fut Ante Paradžik, un dissident politique au sein de l'ex-Yougoslavie, qui avait participé au printemps croate. Il fut tué le 21 septembre 1991 pendant la Guerre de Croatie ; il s'agissait probablement d'un assassinat. Son successeur fut Dobroslav Paraga, qui fut entrainé dans une bataille légale avec Anto Đapić pour l'utilisation du nom du parti. Ce dernier obtint en justice le droit l'utiliser l'appellation « Parti croate du droit » pour la faction du parti dont il avait pris la direction ; Paraga créa donc un parti indépendant du HSP appelé Parti croate du droit 1861. Indépendamment, Ivan Gabelica fonda le Hrvatska Čista Stranka Prava (HČSP, parti pur croate du droit)  le 12 décembre 1992, reprenant le nom d'une dissension de 1904.
Le HSP se déclare néo-conservateur. 
Jusque 2009, il est mené par Anto Đapić dont la réputation fut grandement touchée lorsque les médias croates découvrirent qu'il avait triché pour obtenir son diplôme de droit de l'université de Split en complicité avec Boris Kandare, membre du parti et professeur dans cette université. Il fut aussi accusé d'avoir déclaré abusivement des blessures de guerre pour obtenir le statut de vétéran. Malgré cela, Đapić resta à la tête du HSP jusque 2009.
Le parti essaya de 2003 à 2009 de se distancer des oustachis afin d'attirer les votes des électeurs plus modérés. Ainsi, les références au mouvement oustachi sont moins nombreuses, la volonté de créer une Grande Croatie laissée de côté, mais l'élection de Daniel Srb comme président en 2009 le conduit à se repositionner à l’extrême droite.
Le parti dispose d'une structure nationale, de 16 sections régionales en Croatie et de sections à l'étranger.
Aux élections législatives croates de 2003, le parti forma une alliance avec trois autres partis (le Parti du Međimurje (en croate : Međimurska stranka), le parti démocratique du Zagorje et Slaven Letica). L'alliance obtint 6,4 % des voix et 8 sièges sur 151 (dont 7 pour le HSP) au Parlement croate.
Aux élections parlementaire croates de 2007, le HSP a obtenu 3,5 % des voix et un seul siège au Sabor.
Une scission est créée en 2009, le Parti croate du droit – Ante Starčević, qui connait ensuite lui-meme une scission, le Parti conservateur croate. Lors des élections législatives de 2011, le HSP avec 3 % des voix n'obtient aucun député, tandis que le HSP-AS avec 2,8 % des voix en obtient un.
Le HSP a aussi été concurrencé par la constitution de nouvelles formations d’extrême droite, comme le Bloc croate fondé le 14 septembre 2002 par Ivić Pašalić à la suite d’une scission du parti de droite traditionnelle Union démocratique croate.
Lors des élections législatives du 11 septembre 2016, aucune des formations d’extrême droite ne décroche le moindre siège (le HSP recueille à peine 0,7 % des suffrages). 